# 베뢰아국제대학원대학교
베뢰아국제대학원대학교(Berea國濟大學院大學校, Berea International Theological Seminary)는 대한민국 서울특별시 영등포구에 있는 침례교 계열의 대학원대학교이다. 
1973년 설립된 베뢰아아카데미가 모태이며, 1996년 10월 26일 학교법인 베뢰아아카데미학원, 1997년 12월 5일 베뢰아대학원대학교 인가를 받아, 1998년 3월 개교하였다. 이후 베뢰아국제대학원대학교로 변경하였다. 학교 법인 베뢰아아카데미학원은 베뢰아운동의 창시자인 김기동 박사가 설립하였다.